# Скакалка

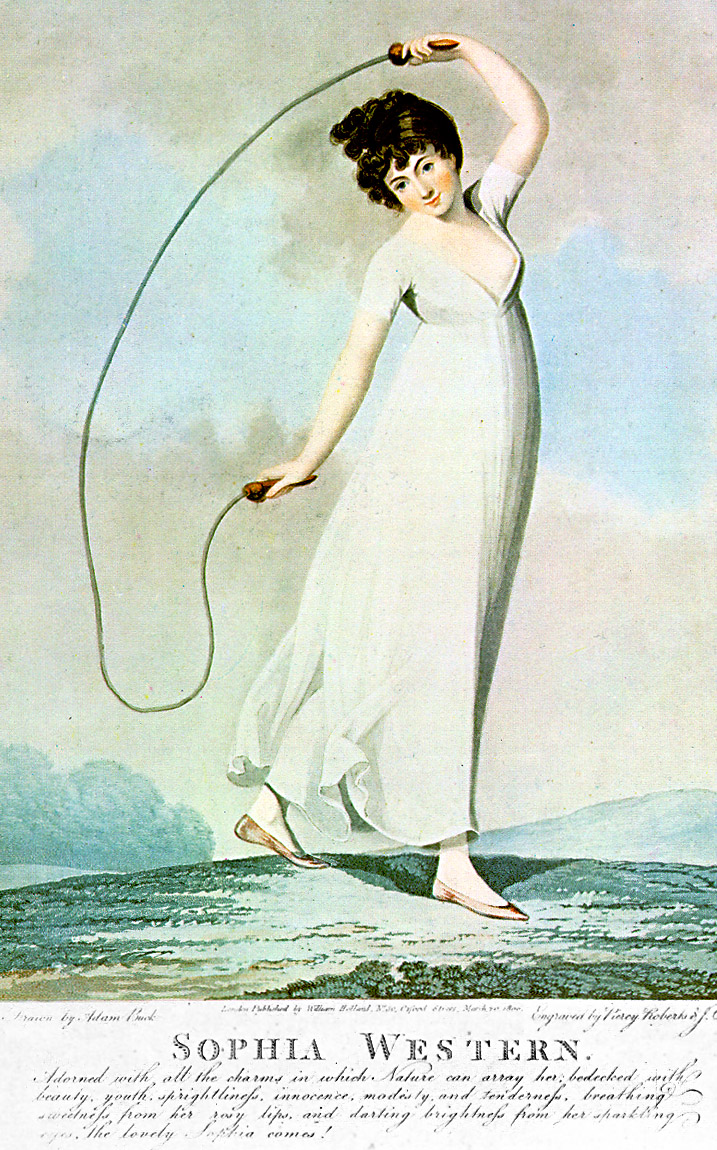
Девушка со скакалкой, 1800 год

Скака́лка — спортивный снаряд для физических упражнений (прыжков) взрослых и детей. Представляет собой синтетический (или кожаный) шнур. Прыжки осуществляются таким образом, чтобы скакалка проходила под ногами и над головой. Может использоваться одним или несколькими участниками. В соревнованиях по фристайлу прыгуны используют различные базовые и продвинутые техники в течение одной минуты, которая оценивается главным судьёй, судьями по контенту и судьями по производительности.

## История
Скакалки были популярны весной, особенно в пасхальное время. В напоминание на них прыгали в Кембридже и Восточном Сассексе каждую Великую пятницу.

## Мировые рекорды
- 24 марта 2006 совместный коллективный рекорд был установлен Великобританией и Ирландией. 7 632 ребёнка, не прерываясь, прыгали 3 минуты на 85 различных площадках стран. Это была часть попытки The British Rope Skipping Association и Skipping Workshops вернуть прыжки через скакалку в школы. Этот рекорд попал в Книгу рекордов Гиннесса.
- 12 октября 2006 года 50 000 человек (большинство — дети или учители начальных классов) 30 секунд прыгали на скакалках в 666 школах Нидерландов[2].

## Скакалка в художественной гимнастике

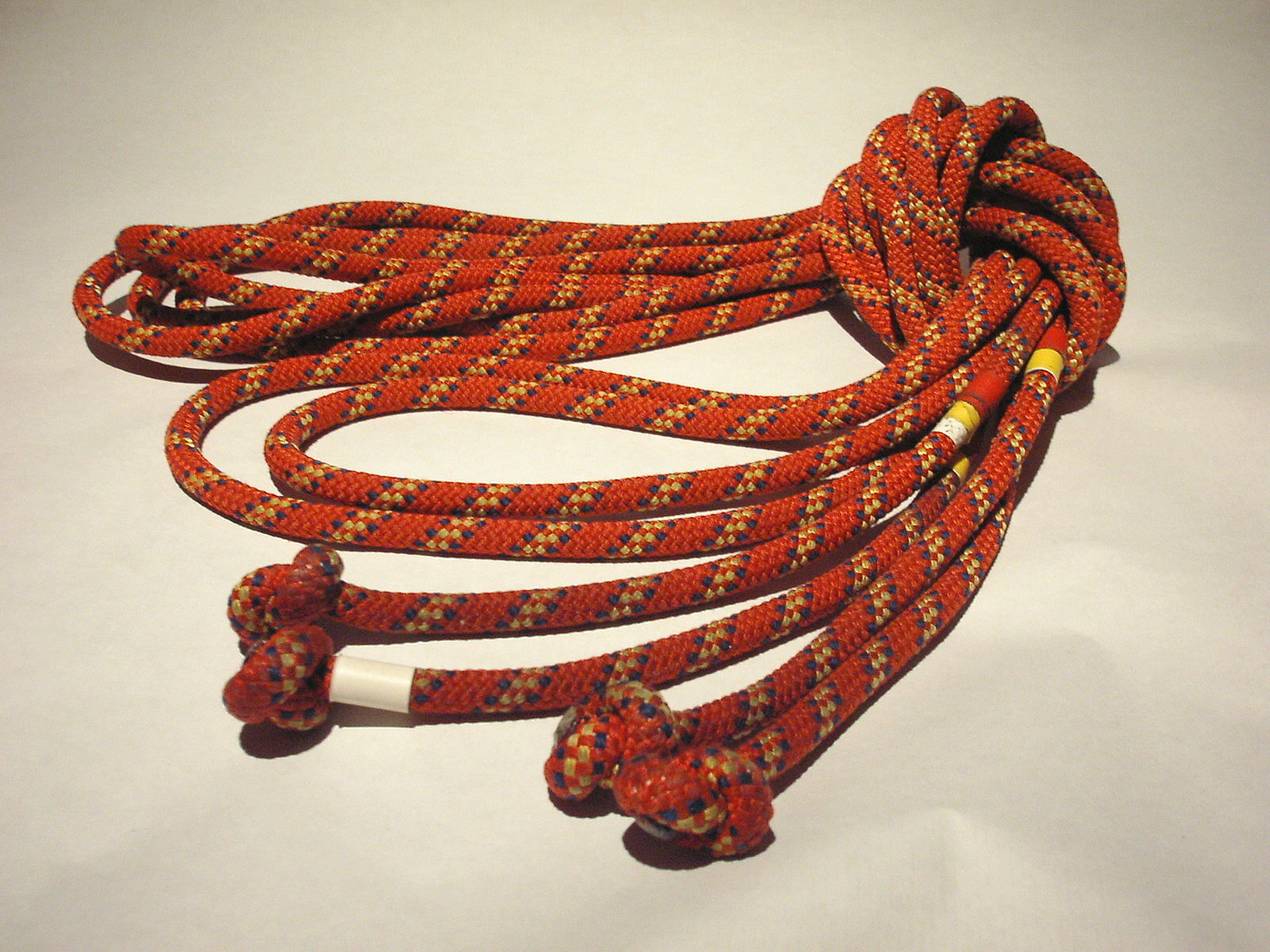
Гимнастическая скакалка

Скакалка используется как один из предметов в художественной гимнастике. Гимнастическая скакалка не имеет рукоятей, вместо них разрешается завязывать узел или обжигать края. Внешне похожа на верёвку.
- Скакалка изготавливается из пеньки или нейлона.
- Произвольного цвета — скакалки бывают однотонными и цветными.
- Длина пропорциональна росту человека.

## Интересные факты
По данным опроса, проведённого Минздравсоцразвития РФ, самым популярным видом спорта среди россиян являются прыжки со скакалкой.